# Maria Marten, or the Mystery of the Red Barn
Maria Marten, or the Mystery of the Red Barn é um filme de drama mudo britânico de 1913, dirigido por Maurice Elvey. Foi inspirado no Red Barn Murder, definido como o assassinato de Maria Marten em 1827, morta pelo seu amante William Corder, em Suffolk. O culpado foi enforcado.

## Elenco
- Nessie Blackford
- Maurice Elvey
- Fred Groves
- Mary McKenzie
- A. G. Ogden
- Douglas Payne
- Elisabeth Risdon